# Блуждающий Дух
Блужда́ющий Дух (на языке кри Kapapamahchakwew; на англ. Wandering Spirit; около 1845 — 27 ноября 1885, Батлфорд, Саскачеван) — военный вождь равнинных кри, участник Северо-Западного восстания в Канаде.

## Биография
Блуждающий Дух родился в 1845 году. Он был членом общины равнинных кри, руководил которой Большой Медведь. Со временем Блуждающий Дух стал известным воином и уважаемым человеком среди соплеменников. Считается, что он убил от 11 до 13 черноногих, традиционных врагов его племени.
К концу 1870-х годов равнинные кри были вынуждены вести полуголодное существование, большие стада бизонов практически исчезли на Великих Равнинах, а правительство Канады не торопилось выполнять свои обязательства перед индейцами. Когда Большой Медведь отказался подписывать новые договора с властями Канады, Блуждающий Дух поддержал его. Он не доверял белым людям, считая что они обманули его народ. Но голод среди кри заставил вождей согласиться с условиями нового договора, чтобы избежать гибели племени.
Когда метисы под руководством Луи Риэля подняли восстание в Саскачеване, община Большого Медведя решила поддержать их. Группа воинов, возглавляемая Блуждающим Духом, атаковала поселение вблизи Фрог-Лейк. Нападавшие собрали всех белых жителей поселения в местной церкви. Кри хотели захватить белых людей с собой в свой лагерь. В результате вспыхнувшего конфликта Блуждающий Дух убил выстрелом в голову индейского агента Томаса Куинна, также было убито ещё 8 белых поселенцев, трое были взяты в плен.
Канадскому правительству удалось подавить восстание. Блуждающий Дух пытался укрыться у лесных кри, но был захвачен. На суде он признал, что стрелял в Куинна, но отказался комментировать свои действия. 22 ноября 1885 года его приговорили к смертной казни через повешение. Через пять дней приговор был приведён в исполнение в Батлфорде, Саскачеван.